# Тетрино
Тетрино — (карел. Tetrinä — букв. «тетеревиное») — поморское село в Терском районе Мурманской области. Входит в сельское поселение Варзуга. Население — 36 жителей (2002); 18 жителей (2010). Расстояние от районного центра 185 км. Труднодоступный населенный пункт. Сообщение с другими населёнными пунктами осуществляется воздушным транспортом, из Мурманска ходит рейсовый теплоход «Клавдия Еланская». Расположено на Терском берегу Белого моря в 4 километрах к западу от устья реки Каменка.

## История

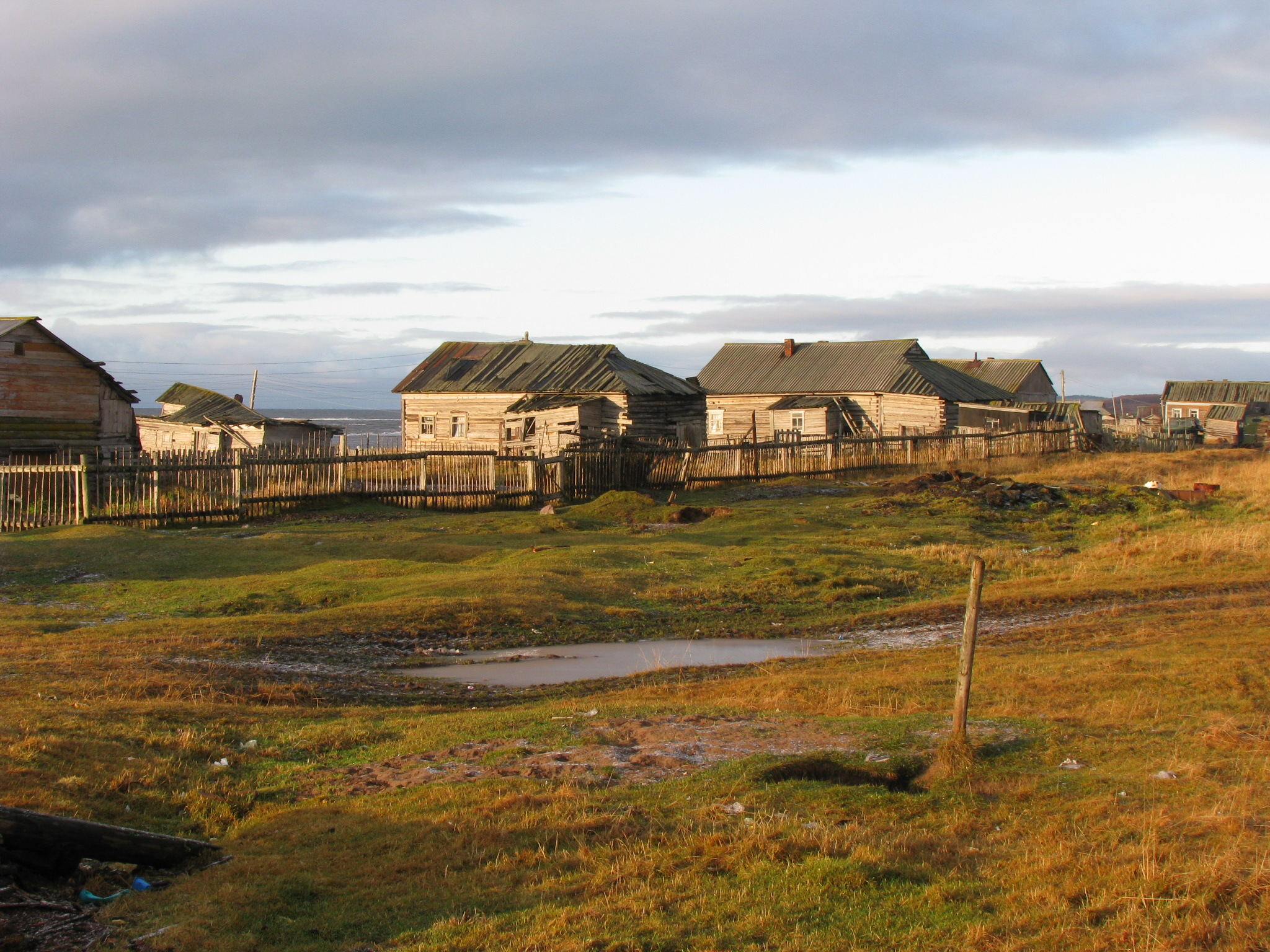
Тетрино

В середине XVI века на месте села существовала соляная варница старца Николо-Корельского монастыря Ефрема. В 1660, из жителей Варзуги, возникла «слободка Тетрино» — вотчинное владение Патриаршего дома. По переписи 1785 года насчитывала 5 семей. В 1845 году крестьяне построили церковь во имя Святой Троицы, в селении было 26 дворов. В 1854—1855 годах на село нападали англичане. В 1871 году в селе насчитывалось 57 дворов и 401 житель. Было развито животноводство — поголовье скота насчитывало крупного рогатого — 91, овец — 200, оленей − 120. В селе было несколько судов, из них больших морских — 6, малых — 5 и речных — 96. В 1890 году была открыта школа. Жители занимались ловлей рыбы и тюленей. В 1914 году в селе находилось 85 дворов и 515 жителей. В находящемся в церковном приходе села было 848 прихожан. Село было центром одноимённой волости. В 1915 году в селе проживал 491 человек. В 1925 году в селе была образована коммуна, которая, однако, просуществовала недолго и в скором времени была переоформлена в рыболовецкий артель, из которой к середине 1930-х годов сформировался колхоз.

## Население
| 2002 | 2010 |
| ---- | ---- |
| 34   | ↘18  |

Численность населения, проживающего на территории населённого пункта, по данным Всероссийской переписи населения 2010 года составляет 18 человек, из них 9 мужчин (50 %) и 9 женщин (50 %).